# شنصب (الرجم)

تعديل مصدري - تعديل

شنصب هي إحدى قرى عزلة بني المصعب بمديرية الرجم التابعة لمحافظة المحويت، بلغ تعداد سكانها 687 نسمة حسب تعداد اليمن لعام 2004.